# Roots
Roots je šesti studijski album brazilskog metal sastava Sepultura, objavljen 12. ožujka 1996. godine. 
To je ujedno bio i njihov zadnji studijski album snimljen s vokalistom Maxom Cavalerom, jednim od osnivača sastava. Na albumu su, između ostalih, gostovali pjevači Jonathan Davis i Mike Patton, a snimljen je u suradnji s producentom Rossom Robinsonom, poznatom po radu s američkim sastavom Korn.  

## Popis pjesama
1. "Roots Bloody Roots" - 3:32
2. "Attitude" - 4:15
3. "Cut-Throat" - 2:44
4. "Ratamahatta" (feat. Ross Robinson, David Silveria i Carlinhos Brown) - 4:30
5. "Breed Apart" - 4:01
6. "Straighthate" - 5:21
7. "Spit" - 2:45
8. "Lookaway" (f. DJ Lethal, Jonathan Davis i Mike Patton) - 5:26
9. "Dusted" - 4:03
10. "Born Stubborn" - 4:07
11. "Jasco" - 1:57
12. "Itsári" - 4:48
13. "Ambush" - 4:39
14. "Endangered Species" - 5:19
15. "Dictatorshit" - 1:26
16. "Canyon Jam" - 13:16

## Top liste
| Godina | Top lista      | Pozicija |
| ------ | -------------- | -------- |
| 1996.  | Billboard 200  | 27       |
| 1996.  | UK Album Chart | 4        |

| Godina | Država     | Naklada | Prodaja |
| ------ | ---------- | ------- | ------- |
| 1996.  | UK         | Srebrna | 60.000  |
| 1997.  | Australija | Zlatna  | 35.000  |
| 1997.  | Kanada     | Zlatna  | 50.000  |
| 1997.  | Francuska  | Zlatna  | 100.000 |
| 1998.  | Austrija   | Zlatna  | 10.000  |
| 2001.  | UK         | Zlatna  | 100.000 |
| 2005.  | SAD        | Zlatna  | 500.000 |
|        | Nizozemska | Zlatna  | 30.000  |

## Zasluge
- Max Cavalera — vokal, gitara, berimbau
- Andreas Kisser — gitara, sitar, prateći vokal
- Igor Cavalera — bubnjevi, udaraljke, timbau, djembe
- Paulo Jr. — bas-gitara, timbau grandé

Gostujući glazbenici
- Mike Patton — vokal na "Lookaway" i "Mine"
- David Silveria — bubnjevi na "Ratamahatta"
- Carlinhos Brown — vokal i instrumenti na  "Ratamahatta"
- Jonathan Davis — vokal na "Lookaway"
- DJ Lethal — zvučni efekti na "Lookaway"